# Église Saint-Julien-et-Sainte-Basilisse-d'Antioche de Servian
L'église Saint-Julien et Sainte-Basilisse-d'Antioche est une église située à Servian dans le département français de l'Hérault et la région Occitanie. Elle est inscrite monument historique depuis 1986.

## Localisation
L'église Saint-Julien et Sainte-Basilisse-d'Antioche est située place du Marché et fait face à la Mairie, au centre du village de Servian, dans l'Hérault, en Languedoc-Roussillon, en France.

## Histoire
Sa construction débute à la fin du XIIe siècle dans un style roman,. Elle sera modifiée et terminée dans le style gothique au XIVe siècle. L'église subie des transformations en 1875-1876 : agrandissement et modification de l'ornementation. Les anciens autels en pierres sont ainsi remplacés par des autels en marbre. Les orgues présents au-dessus de l'entrée datent de la fin du XIXe siècle.

## Architecture
Aujourd'hui, l'église est typique de l'art gothique méridional.
L'édifice atteint une longueur totale de 38 mètres pour une largeur de 12 mètres. Pour la hauteur, la nef atteint les 10 mètres et le beffroi, qui abrite 10 cloches, culmine à 33 mètres.

## Mobiliers intérieurs

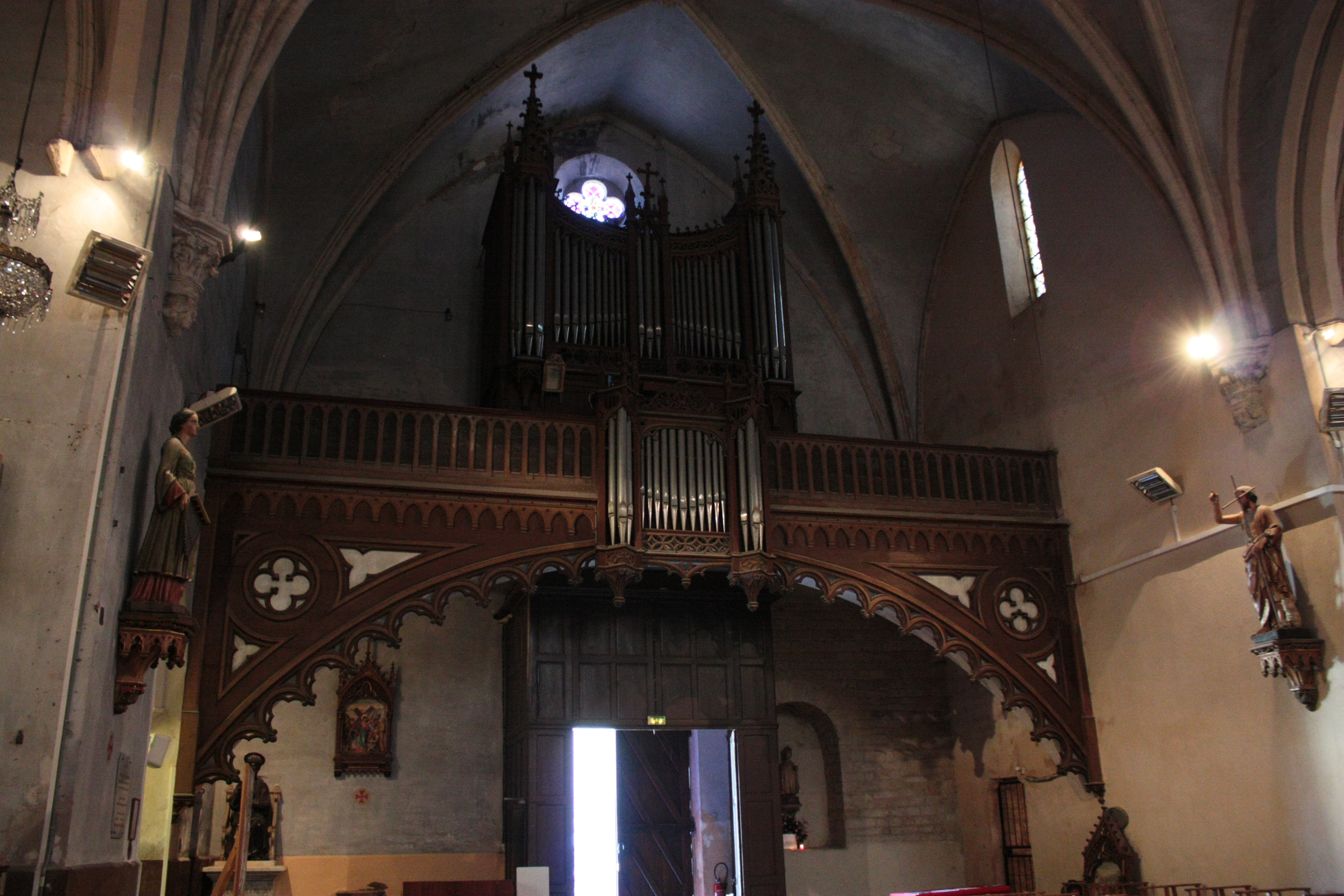
Orgues du XIXe siècle
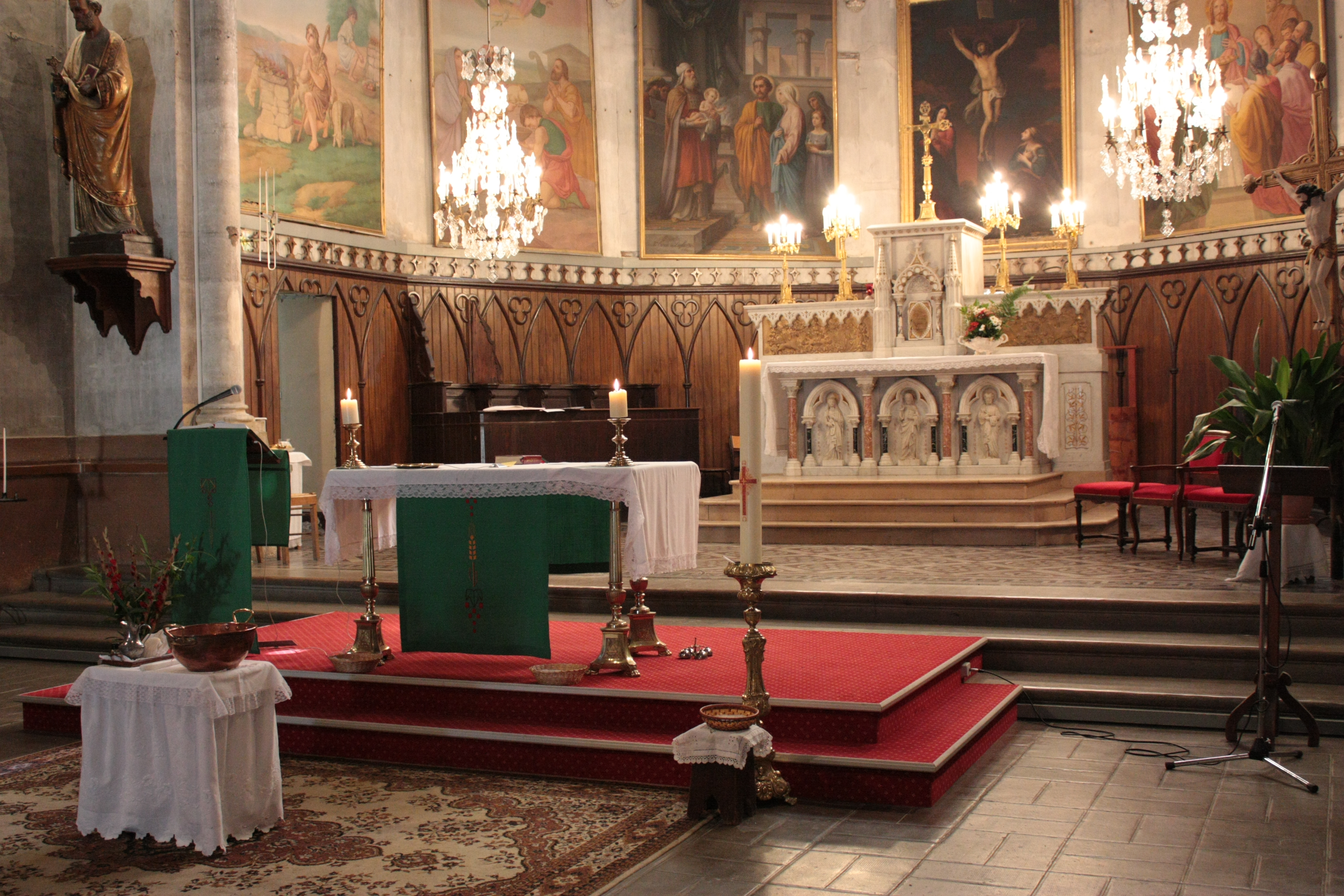
Le Chœur

## Protection
L'église dans son ensemble fait l’objet d’une inscription au titre des monuments historiques depuis le 26 novembre 1986.